# Against Me!
Against Me! es una banda de folk punk estadounidense formada en 1997 en Naples, Florida. Su primer LP se titulaba "Reinventing Axl Rose" lanzado en 2002 por el sello No Idea Records. Durante su carrera sus discos han sido editados por distintos sellos discográficos tales como Misanthrope Records, Crasshole Records, Plan It X Records, Sabot Productions, No Idea Records, and Fat Wreck Chords. En diciembre del 2005, firmaron con el sello Sire filial de Warner Bros Records. 

## Primeros años (1997 - 2000)
Laura Jane Grace, líder de la banda, inició el proyecto a los 17 años como solista, contando solamente con una guitarra acústica y su voz, en este periodo editó su primer demo titulado Against Me! (aunque es generalmente conocido como Tom's first demo) en casete. Poco tiempo después editó un nuevo EP, titulado Vivada Vis acompañada por Kevin Mahon en la batería.

## Reinventing Axl Rose (2001 - 2002)
El 2001 Grace y Mahon lanzan un nuevo EP titulado Crime as Forgiven By, editado por el sello Plant-It-X Records y Sabot Productions. El cual fue ampliamente aclamado por los seguidores del Folk punk.
Luego de Crime un nuevo EP de 4 canciones fue lanzado. Aunque el disco no tenía nombre es conocido comúnmente como The Acoustic EP. En este disco no se usaron guitarras eléctricas ni batería, fue grabado solo con Grace en la guitarra acústica y Dustin Fridkin en bajo.
Poco tiempo después del lanzamiento del Acoustic EP la banda dio un giro a su alineación, Mahon dejó definitivamente la banda siendo remplazado con Warren Oakes en el bajo y James Bowman entra como segunda guitarra. 
En marzo de 2002 sale al mercado el disco Reinventing Axl Rose, el primer LP de la banda. Este álbum contiene 6 nuevas canciones y las reediciones de algunos temas del Crime y el Acoustic EP. La canción “Baby I’m an Anarchist!” ganó una significativa notoriedad en los círculos punk logrando que Against Me! ganara difusión a una más amplia gama de fanes. Este álbum fue considerado un vuelco por el uso de guitarras eléctricas y por el número de integrantes en la banda.

## As the Eternal Cowboy y Searching for a Former Clarity (2003 - 2005)
Su segundo LP, As The Eternal Cowboy, fue lanzado por el sello Fat Wreck Chords. El cual fue descrito por la misma Grace como “Más punk” en relación con el sonido. El sencillo de este álbum fue la canción “Sink, Florida, Sink”. 
Seguido de As The Eternal Cowboy, el 6 de septiembre de 2005 el tercer EP de la banda, Searching for a Former Clarity, fue lanzado. Con este disco la banda ganó la atención del mainstream debutando #114 en los charts de la Billboard. La banda lanza también el video del primer sencillo de este disco “Don’t Lose Touch” originalmente para Myspace, luego fue expuesto en la cadena Fuse y en noviembre de 2005 sale al aire por MTV. 
En diciembre de 2005, la banda anuncia que firmaría por el sello Sire. Según los Against Me! uno de los factores principales para tomar esa decisión, fue la posibilidad de trabajar con Butch Vig, productor del disco Nevermind de Nirvana.

## Americans Abroad!!! and New Wave (2006 - presente)

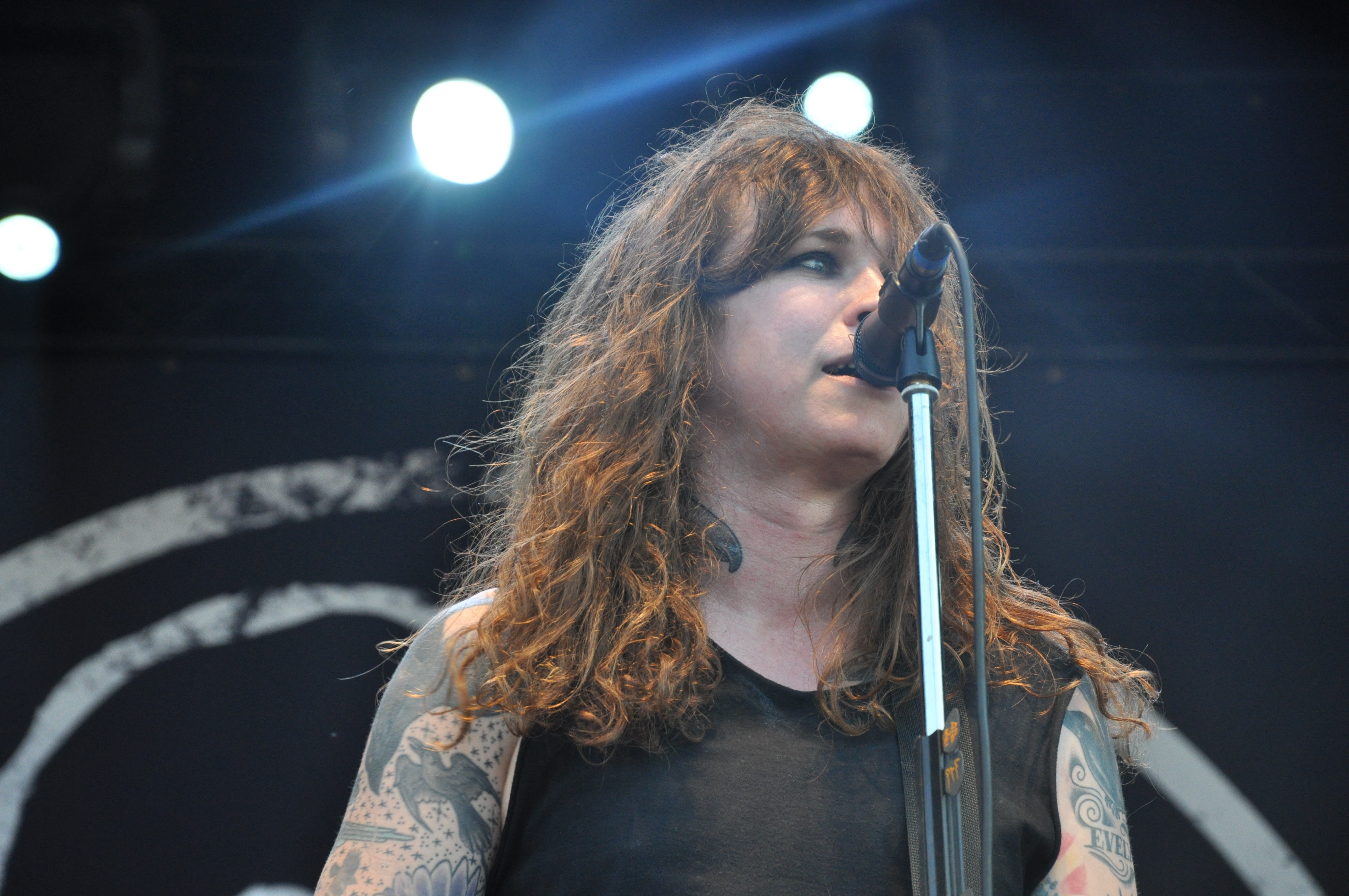
Against Me! - Rock am Ring 2014, Laura Jane Grace

Against Me! lanza su primer disco en vivo titulado Americans Abroad!!! Against Me!!! Live in London!!!, en agosto de 2006. El álbum fue grabado en Mean Fiddler en Londres, Inglaterra. 
En diciembre de 2006, la banda anunció en su sitio de Myspace que estaba editando su tercer álbum en Sire Records llamado New Wave. Este disco de 10 canciones fue finalmente lanzado el 10 de julio de 2007. A pesar de la banda fue criticada por sus primeros fanes y acusados de vendidos por estos mismo al ver que la banda dejaba los sellos independientes para abrirse camino por las grandes compañías discográficas, la banda alcanzó una gran popularidad, el disco debutó en el puesto #57 en el Billboard 200 y la revista Spin Magazine nombró el disco como el mejor de 2007. 
La banda apareció en el Late Show With Conan O’Brien, posteriormente lo harían en el The Late Show with David Letterman, durante el 2008 fue parte de la gira americana de los Foo Fighters y en mayo de este año la revista Rolling Stone los nombró como la mejor banda de punk. En 2012, la líder Laura Jane Grace hizo público que era una mujer transexual, que iba a iniciar su transición y el tratamiento hormonal para adecuar su cuerpo a su identidad sexual: a partir de entonces su nombre es Laura Jane Grace (su trabajo Transgender Dysphoria Blues de 2014 es el primero que aparece ya con este nombre).

## Discografía

### Álbumes
- Against Me! Is Reinventing Axl Rose (2002)
- Against Me! as the Eternal Cowboy (2003)
- Searching for a Former Clarity (2005)
- New Wave (2007)
- White Crosses (2010)
- Transgender Dysphoria Blues (2014)
- Shape Shift with Me (2016)

### Sencillos
| Año                              | Título                                        | Mejor posición     | Mejor posición     | Mejor posición     |                    |                    |                    |                    |                    |                    |                    |                    |
| Año                              | Título                                        | EUA Rock           | EUA Mod. Rock      | CAN                |                    |                    |                    |                    |                    |                    |                    |                    |
| Sencillo sin álbum               | Sencillo sin álbum                            | Sencillo sin álbum | Sencillo sin álbum | Sencillo sin álbum | Sencillo sin álbum | Sencillo sin álbum | Sencillo sin álbum | Sencillo sin álbum | Sencillo sin álbum | Sencillo sin álbum | Sencillo sin álbum | Sencillo sin álbum |
| -------------------------------- | --------------------------------------------- | ------------------ | ------------------ | ------------------ | ------------------ | ------------------ | ------------------ | ------------------ | ------------------ | ------------------ | ------------------ | ------------------ |
| 2002                             | «The Disco Before the Breakdown»              | —                  | —                  | —                  |                    |                    |                    |                    |                    |                    |                    |                    |
| Against Me! s the Eternal Cowboy |                                               |                    |                    |                    |                    |                    |                    |                    |                    |                    |                    |                    |
| 2004                             | «Cavalier Eternal»                            | —                  | —                  | —                  |                    |                    |                    |                    |                    |                    |                    |                    |
| 2005                             | «Sink, Florida, Sink»                         | —                  | —                  | —                  |                    |                    |                    |                    |                    |                    |                    |                    |
|                                  |                                               |                    |                    |                    |                    |                    |                    |                    |                    |                    |                    |                    |
| Searching for a Former Clarity   |                                               |                    |                    |                    |                    |                    |                    |                    |                    |                    |                    |                    |
| 2005                             | «Don't Lose Touch»                            | —                  | —                  | —                  |                    |                    |                    |                    |                    |                    |                    |                    |
| 2006                             | «From Her Lips to God's Ears (The Energizer)» | —                  | —                  | —                  |                    |                    |                    |                    |                    |                    |                    |                    |
| New Wave                         |                                               |                    |                    |                    |                    |                    |                    |                    |                    |                    |                    |                    |
| 2007                             | «White People for Peace»                      | —                  | —                  | —                  |                    |                    |                    |                    |                    |                    |                    |                    |
| 2007                             | «Thrash Unreal»                               | —                  | 11                 | 51                 |                    |                    |                    |                    |                    |                    |                    |                    |
| 2008                             | «Stop!»                                       | —                  | 27                 | 78                 |                    |                    |                    |                    |                    |                    |                    |                    |
| 2008                             | «New Wave»                                    | —                  | —                  | —                  |                    |                    |                    |                    |                    |                    |                    |                    |
| White Crosses                    |                                               |                    |                    |                    |                    |                    |                    |                    |                    |                    |                    |                    |
| 2010                             | «I Was a Teenage Anarchist»                   | 33                 | 16                 | 66                 |                    |                    |                    |                    |                    |                    |                    |                    |
| 2010                             | «High Pressure Low»                           | —                  | —                  | —                  |                    |                    |                    |                    |                    |                    |                    |                    |
| Sencillo sin álbum               |                                               |                    |                    |                    |                    |                    |                    |                    |                    |                    |                    |                    |
| 2011                             | «Russian Spies / Occult Enemies»              | —                  | —                  | —                  |                    |                    |                    |                    |                    |                    |                    |                    |
| Transgender Dysphoria Blues      |                                               |                    |                    |                    |                    |                    |                    |                    |                    |                    |                    |                    |
| 2013                             | «True Trans»                                  | —                  | —                  | —                  |                    |                    |                    |                    |                    |                    |                    |                    |
| 2014                             | «Unconditional Love»                          | —                  | —                  | —                  |                    |                    |                    |                    |                    |                    |                    |                    |